# ديفيد باليجر
ديفيد باليجر (بالإسبانية: David Balaguer)‏ هو لاعب كرة يد إسباني في مركز جناح ‏، ولد في 17 أغسطس 1991 في برشلونة في إسبانيا. لعب مع نادي نانت لكرة اليد.

## وصلات خارجية
- ديفيد باليجر على موقع الاتحاد الأوروبي لكرة اليد (الإنجليزية)
- ديفيد باليجر على موقع الاتحاد الفرنسي لكرة اليد (الفرنسية)